# Siksika
Siksika /Črnonogi/, najmanjše od plemen konfederacije Blackfoot na severnih Velikih ravnicah Montane in sosednje Kanade. Pleme Siksika je dalo ime plemenski konfederaciji, ki je vključevala tudi plemeni Kainah ali Blood in Piegan, jezikovna družina Algonquian.
Danes so naseljeni v rezervatih v ZDA in Kanad. V Kanadi živijo v rezervatu v ob reki Bow, kjer so njihove skupine znane kot Tekajoči zajec in Rumeni konj. Hodge pravi, da so jih sestavljala podplemena ali skupine Aisikstukikov, Apikaiyikov, Emitahpahksaiyikov, Motahtosikov, Puhksinahmahyikov, Saiyikov, Siksinokakov in Tsiniktsistsoyikov.